# Natalobatrachus bonebergi
Natalobatrachus bonebergi és una espècie de granota de la família Petropedetidae. És un monotipus del gènere Natalobatrachus.
És endèmica de Sud-àfrica. El seu hàbitat natural són els boscos i els rius temperats. Està amenaçat per la pèrdua del seu hàbitat.